# Budget de l'État sous la Révolution française
Pendant la Révolution (1789 à 1799), le budget de l’État connaît de grands bouleversements. Les emprunts contractés par les ministres des Finances successifs pour pallier les déficits des budgets de l'État occasionnent une charge d'intérêts qui finit par consommer toutes les recettes fiscales. Une partie de ces déficits est imputable — d'une part aux dépenses extraordinaires de la Guerre d'indépendance des États-Unis, — d'autre part à d'anciens privilèges fiscaux comme l'exemption de taille des bourgeois des grandes villes comme Paris et Lyon. Le roi réunit les États généraux pour leur demander, soit d'amortir une partie de ces emprunts, soit d'accorder une augmentation des contributions des différentes provinces. Les troubles causés par la révolution provoquent une réorganisation des revenus et dépenses de l'État. La Révolution fait donc aussi évoluer les institutions responsables des revenus et dépenses de l'État.

## Les recettes

### De 1789 à 1792
Au moment de la révolution, aucun impôt ne peut être établi sans l'assentiment des états généraux, représentants des peuples. C'est pour cette raison qu'ils ont été réunis en 1789. Toutefois, après le 4 août 1789, des députés refusent de payer l'ancien impôt. L'assemblée constituante de 1789 à 1791 met en œuvre un nouveau système fiscal pour la nation et cherche de nouvelles sources financières. Le 7 août 1789, Necker et Champion de Cicé, le Garde des Sceaux, annoncent à l'assemblée une situation financière catastrophique. Deux emprunts sont contractés. Le premier ne rapporte que 2,6 millions de livres en un mois alors que 30 millions sont attendus. Le second, en un an, ne rapporte que 52 millions de livres. Les emprunts sont des échecs. Des impositions volontaires et patriotiques sont proposées le 19 septembre 1789, et, sur 35 millions attendus, 2 millions sont perçus. Des impôts de l'ancien régime, les deux seuls majeurs conservés sont : le droit d'enregistrement et le droit de douane. De nouveaux impôts sont créés : en novembre 1790, la contribution foncière, en février 1791, la contribution mobilière et en mars 1791 la patente. Ces nouveaux impôts sont calculés en fonction des revenus de la personne.
La vente des biens nationaux permet la création des assignats, un papier-monnaie gagé sur la valeur des biens nationaux, et la création de la caisse de l’extraordinaire. Ils permettent de combler les déficits de 1790 et 1791. En 1791, après la réorganisation de l’impôt, les recettes attendues sont de 587 millions de livres. La foncière, avec 240 millions de livres attendus, est l'impôt le plus rentable. Cependant, les revenus réels ne s'élèvent qu'à 469 millions de livres. Les Français sont bien moins riches que ce que la constituante, et la législative après elle, avaient prévu. Pour 1792, les revenus sont toujours aussi décevants.

### De 1793 à 1795
Les recettes de 1793 sont mauvaises : le déficit de l'État est de 200 millions de livres par mois. La Convention girondine établit des taxes de redistribution voulues par Saint-Just. Ces taxes sont basées sur l'idéologie révolutionnaire : l'Égalité, même dans la fortune. Ainsi, chaque municipalité essaie d'équilibrer les fortunes en taxant les riches. Enfin, chaque département, avec en tête l'Hérault, institue des impôts pour la guerre, environ cinq millions par département. Sous la Convention montagnarde, des taxes révolutionnaires rapportent 35 millions à l’État. Des taxes sur les pays conquis sont levées ; par exemple, 48 villes belges donnent ensemble 50 millions à l'État révolutionnaire. Enfin les métaux précieux, et notamment ceux de l'Église, sont vendus pour 30 millions.
Pour 1794 et le début d'année 1795, la Convention thermidorienne tente un retour au libéralisme. C'est un échec : 100 livres assignat ne valent plus que trois livres. Le déficit est de 435 millions de livres par mois et les recettes sont toujours semblables aux années précédentes.

### De 1795 à 1799
L'une des premières mesures du Directoire est le retour de la monnaie métallique début 1796. Cent assignats ne valent plus que 30 centimes, soit la valeur du papier. Sous le Directoire, la dette est réduite de 250 à 83 millions, grâce à une réorganisation du paiement. Ainsi, un tiers de la dette est payée à partir de bons. La dette est divisée par trois. La foncière rapporte plus de 200 millions. Mais la taxation reste inégale. Un revenu de 247 livres doit 196 à l'état, alors qu'un revenu de 242 en doit 104.
La mobilière rapporte, elle, cinquante millions.
La patente réorganisée en sept professions permet un revenu de 17 millions.
Le 24 novembre 1798 (4 frimaire de l'an VII) marque la création de l'impôt sur les portes et fenêtres. Cet impôt a un début difficile puisque la tâche de recensement de chaque ouverture est d'une grande complexité et est fastidieuse. Avec ces quatre impôts, le système de base des finances françaises jusqu'en 1914 est établi : ce sont les « quatre vieilles ». Les déficits municipaux sont stoppés avec l'autorisation pour chaque ville d'instaurer des octrois. Pour le Directoire, les contributions des pays vaincus sont vitales. La Suisse rapporte 16 millions, elle permet de financer la campagne d'Égypte. La République cisalpine rapporte quarante millions au Directoire. La République romaine, 72 millions. Naples rapporte à elle seule trente millions. Ainsi, en deux ans, les pays vaincus font gagner 158 millions à l'État, soit un quart du budget annuel du pays.
Cependant, les recettes ne dépassent jamais les 500 millions, alors que les dépenses — même contrôlées — atteignent les 600 millions sans difficulté. Malgré le sursis des victoires, une nouvelle coalition dirigée contre la France continue de ruiner le Directoire. Le 9 novembre 1799 (18 brumaire), lors de la prise de pouvoir de Napoléon Bonaparte, l'État est au bord de la faillite. Le Directoire utilisait des finances de paix pour un État en guerre.

## Les dépenses

### De 1789 à 1792
Pour les années 1789, 1790 et 1791, les dépenses sont sensiblement les mêmes.
Pour ces trois années, nous pouvons considérer les prévisions de Jean-Baptiste Lebrun, établies le 15 novembre 1790.
Les principales dépenses de l'époque sont :
- Les retraites et pension de l'ecclésia : 140 millions de livres
- La guerre : 89 millions
- La marine et les colonies : 50 millions
- Les dettes : 200 millions

Dans une autre mesure, voici des dépenses moindres dans des domaines importants de la société.
- Les œuvres de charité : 5 millions
- La justice, l'Intérieur : 3 millions
- L'instruction : 1,2 million

Cependant, les pensions de la famille royale sont de 25 millions pour le roi et de 6 millions pour ses frères. Nous arrivons donc à 566 millions de dépenses. Pour les années 1789, 1790 et 1791, le déficit est donc respectivement de 156, 80 et 100 millions. Les déficits sont élevés mais stables.
En 1792, avec l'entrée en guerre de la France contre l'Autriche, les dépenses augmentent de façon alarmante. Malgré la tentative de réduire les dépenses, 320 millions de livres sont affectés pour la guerre, 61 millions pour la marine et les colonies. Ainsi, les dépenses atteignent 839 millions de livres, triplant donc le déficit.

### De 1793 à 1795
Les dépenses ordinaires sont stables par rapport aux années précédentes, les trois conventions limitant au maximum leurs modifications. Au contraire, les dépenses de guerre augmentent de façon alarmante. Cette augmentation appauvrit toujours plus la France et les Français. La réorganisation des taxes des deux premières conventions stabilise le déficit à 200 millions. Cependant, le libéralisme économique de la Convention Thermidorienne mine toujours plus les finances normalement interventionnistes de l'État, portant le déficit à 435 millions.

### De 1795 à 1799
Sous le Directoire, les dépenses peuvent être divisées en deux grands ensembles : 266 millions pour les dépenses ordinaires et 246 millions pour la guerre. Ces faibles dépenses ordinaires peuvent être attribuées à la réorganisation de la dette. Le déficit budgétaire est maintenu stable à environ 200 millions. Mais c'est au prix d'une population qui s'appauvrit et qui s'épuise dans la guerre. Les recettes issues de la guerre sont aussi favorables au budget. Pour l'an VIII de la Révolution, soit fin 1798 et 1799, (pour le calendrier révolutionnaire, se rapporter au livre de Jacques Godechot Les institutions de la France sous la révolution et l'Empire, page 764), l'estimation des dépenses est de 600 millions, ce qui est largement sous-estimé puisque les dépenses de guerre sont toujours plus importantes, celle-ci s’aggravant toujours plus. Ainsi, pour l'année 1799, l'État est au bord de la banqueroute, le déficit est au minimum 400 millions. La guerre a eu raison de la Première République. Comme il a été dit précédemment, le Directoire mais aussi tous les gouvernements de la Révolution se sont refusés à appliquer un budget de guerre, causant leur chute.

## Les institutions des finances

### De 1789 à 1791
Dans cette période, l'organisation des finances est encore calquée sur l'Ancien Régime. Deux ministres sont responsables des finances, le Garde des Sceaux qui conseille le roi et qui est le grand directeur des Finances, et le ministre d'État des Finances dont le plus célèbre, Necker, restera en poste jusqu'en septembre 1790. Le ministre d'État a sous ses ordres les quatre intendants des Finances qui ont chacun leurs spécialité. Ces spécialités sont :
- Ferme et régie générale
- Domaine et bois, enregistrement, hypothèque.
- Affaires industrielles et sociales.
- Impôt directs.

Le ministre dirige aussi l'intendant au commerce, l'intendant du trésor royal, et le département des administrations provinciales. Pendant la monarchie constitutionnelle, c'est l'assemblée qui vote l'impôt.
Les ministres d'État furent :
- Jacques Necker
- Claude Guillaume Lambert
- Claude Antoine Valdec de Lessart

### De 1791 à 1794
L'organisation des finances de l'Ancien régime est fondue avec la volonté de rendre les finances en accord avec les idées de la Révolution. Le département des Contributions et Revenus publics est créé en 1791. Un seul ministre est responsable du département divisé en 12 domaines. Le plus important pour le budget est la division des contributions directes. Cette division est séparée en quatre parties (nord, sud, est, ouest) qui sont inspectées par de Broval. Ces contributions sont destinées au trésor national. L'assemblée a un droit de regard sur ce dernier.
Les ministres des Contributions et Revenus publics furent  :
- Valdec de Lessart
- Charles Tarbé
- Étienne Clavière
- Jules-Émile-François Hervé de Beaulieu
- René Delaville-Leroulx
- Louis Grégoire Deschamps Destournelles.

### De 1794 à 1795
Durant cette période, c'est la Commission des revenus nationaux qui est responsable des finances.
Il y a deux commissaires, les deux sont nommés. Les premiers postes de commissaires sont attribués à Laumont et Chardon-Vaniéville. Laumont sera vite remplacé par Poussielgue. Un adjoint est aussi nommé à leurs côtés il s'agit de Bochet. La commission est composée de 23 divisions qui ont chacune leur responsable. Le reste de l'organisation ressemble à l'ancien département. La commission intensifie la décentralisation des finances.

### De 1795 à 1799
Sous le Directoire, le ministère des finances est créé, composé de six à huit divisions en fonction des périodes. Chacune des divisions a sa spécialité. Les contributions directes et indirectes sont respectivement dirigées par Jérôme Legrand, Hennet et François Nicolas Anthoine.
Les ministres des finances furent :
- Guillaume-Charles Faipoult
- Ramel-Nogaret
- Robert Lindet
- Claude-Émile Gaudin